# 振動剣
振動剣（しんどうけん、英語: Vibroblade、ヴィブロブレード、ヴァイブロブレード）は、架空の武器の一種。

## 概要
高周波振動発生機を、剣やナイフなどといった、刀剣類に取り付けた武器である。多くのSF作品に登場する。
振動剣の刀身は超高速で振動し、この振動によって物体を切削するため、通常の刃物を遥かに越える威力を持つと設定されている。作品によっては、高速振動によって発生した熱により、溶断するという設定を採用している。
現実にも、医療分野でハーモニック・スカルペルという超音波振動メスが用いられており、模型工作などの作業用として素材や基板などを切断するための超音波カッターが市販されている。

## 振動剣の登場する作品

### アニメ
- 『機甲創世記モスピーダ』 - 高周波ブレード
- 『新世紀エヴァンゲリオン』 - プログレッシブ・ナイフ（プログナイフ）
- 『強殖装甲ガイバー』- 高周波ソード
- 『クロムクロ』- 超振動ブレード　超振動刀　超振動小刀　超振動槍
- 『コードギアス 反逆のルルーシュ』 - MVS（メーザーバイブレーションソード）
- 『スカイガールズ』 - MVソード、MVランス
- 『機動戦士ガンダムSEED』 - アーマーシュナイダー
- 『機動戦士ガンダムSEED DESTINY』 - フォールディングレイザー
- 『機動戦士ガンダム00』 - ソニックブレイド
- 『ゾイド -ZOIDS-』 - レーザーブレード

### 漫画
- 『NARUTO』 - ビーの鉛筆など
- 『銃夢』
- 『スプリガン (漫画)』 - 高周波振動ナイフ
- 『ARMS』 - 超震動ナイフ　高出力震動子ブレード(グリフォン)　超震動兵器(ミストルテインの槍)　超震動発生装置
- 『強殖装甲ガイバー』
- 『TWIN SIGNAL』‐A-P PULSEの装備するブレード
- 『BLACK CAT』 - マルス
- 『緑の王 VERDANT LORD』
- 『ソウルイーター』 - 悲鳴共鳴
- 『redEyes』 - 熱伝振動（tcv）ブレード
- 『からくりサーカス』 - 超高速振動鎌（グリム・リーパー）
- 『テラフォーマーズ』‐振動式忍者刀『膝丸』
- 『暁星記』‐指向性超低周波ナイフ（プレッシャーブレイド）
- 『シドニアの騎士』 -新型高速振動ブレード
- 『MURCIELAGO』-高周波ブレード
- 『EX-ARM エクスアーム』-EX-ARMの一つ「No.17 単原子ブレード」

### ゲーム
- 『バトルテック』
- 『ガープス』
- 『スーパーロボット大戦シリーズ』
- 『ファイナルファンタジーシリーズ』- ガンブレード
- 『ファンタシースターオンライン2』-HFBカマイタチ
- 『サガ フロンティア』-高周波ブレード
- 『メタルギアソリッドシリーズ』 -高周波ブレード
- 『パラサイト・イヴ2』- ガンブレード
- 『パーフェクトダーク ゼロ』- バイブレード
- 『高機動幻想ガンパレード・マーチ』 - 超硬度大太刀（設定上）
- 『ボーダーブレイク』狙撃兵装の補助装備として高振動ブレード　新型高振動ブレード　強化高振動ブレード

### 小説
- 『86-エイティシックス-』 - 高周波ブレード
- 『魔法科高校の劣等生』 - 高周波ブレード
- 『9S』 - 霧斬
- 『三千世界の鴉を殺し』 - 超振動ブレード
- 『緋弾のアリア』 - 単分子振動刀
- 『アンチリテラルの数秘術師』 - 鎖の振動剣
- 『マギクラフト・マイスター』 - 超高速振動剣
- 『アルティメット・ファクター』 - ヴィブロブレード
- 『機動戦士ガンダムAGE』 - シグルブレイド
- 『賢者の孫』-バイブレーションソード
- 『ポーション頼みで生き延びます!』-神剣エクスグラム

### 特撮
- 『仮面ライダーアギト』 - GS-03デストロイヤー（高周波振動ソード）
- 『仮面ライダー剣』 - 醒剣グレイブラウザー、醒銃ラルクラウザー、醒杖ランスラウザー
- 『激走戦隊カーレンジャー』 - バイブレード
- 『超人機メタルダー』 - レーザーアーム(正確には「振動チョップ」)

### 映画
- 『スター・ウォーズ』 - ジャバ・ザ・ハットの傭兵たちが用いる震動斧や、ロイヤル・ガードの用いるフォース・パイクなどが存在する。
- 『EX MACHINA -エクスマキナ-』 - デュナンの使用する大型コンバットナイフ